# 川本敏
川本 敏（かわもと さとし、1947年 - ）は、経済企画庁などを経て、帝京大学経済学部教授なども務めた、官僚出身の日本の経済学者。

## 経歴
東京都に生まれ、1975年に東京大学を卒業後、経済企画庁に入庁した。
オックスフォード大学留学、OECD代表部勤務を経て、経済企画庁では国民生活調査課長、国民生活局審議官、調整局審議官などを歴任した。
また、この間、国土庁大都市圏整備局計画課長も務めた。
2000年に国民生活センター理事となり、さらに2006年に帝京大学経済学部教授となった。
その後は、日本経済研究センター特別会員、森永エンゼル財団理事として活動している。
川本は、少子化対策に関連して「これまでの少子化対策は働き方改革や保育所の充実に重点を置き、未婚化や晩婚化の改善策が極めて不十分だった」として、雇用の正規化など若年層の経済基盤の強化の重要性を指摘している。

## おもな著書

### 単著
- 悪質商法を撃退する、岩波アクティブ新書、2003年

### 編著
- 最新国民生活キーワード、経済調査会、1992年
- 論争・少子化日本、中公新書ラクレ、2001年